# 和田成史
和田成史（わだ しげふみ、1952年8月30日 - ）は、日本の実業家、公認会計士。オービックビジネスコンサルタント創業者・代表取締役社長。元コンピュータソフトウェア協会会長。2021年6月17日から一般社団法人コンピュータソフトウェア著作権協会理事長。

## 来歴
1952年生まれ。実家は品川駅の近くで和田屋薪炭店を経営。立教中学校、立教高等学校を経て、1975年3月立教大学経済学部卒業。大原簿記学校会計士課勤務を経て1980年3月に公認会計士登録、同年6月税理士登録、同年12月にオービックビジネスコンサルタント株式会社を設立。同社代表取締役就任。世界長者番付2020年版によれば個人資産1200億円を有し、日本における第26位の富豪とされている。
2014年春の褒章で藍綬褒章を受章。2017年立教大学校友会会長。

## 役職
- 一般社団法人コンピュータソフトウェア著作権協会 (ACCS) 理事長
- 経済産業省産業構造審議会ソフトウェア小委員会委員
- 社団法人日本コンピュータシステム販売店協会理事
- 社団法人経済同友会幹事
- 立教経済人クラブ理事